# 施泰里施卡爾克峰

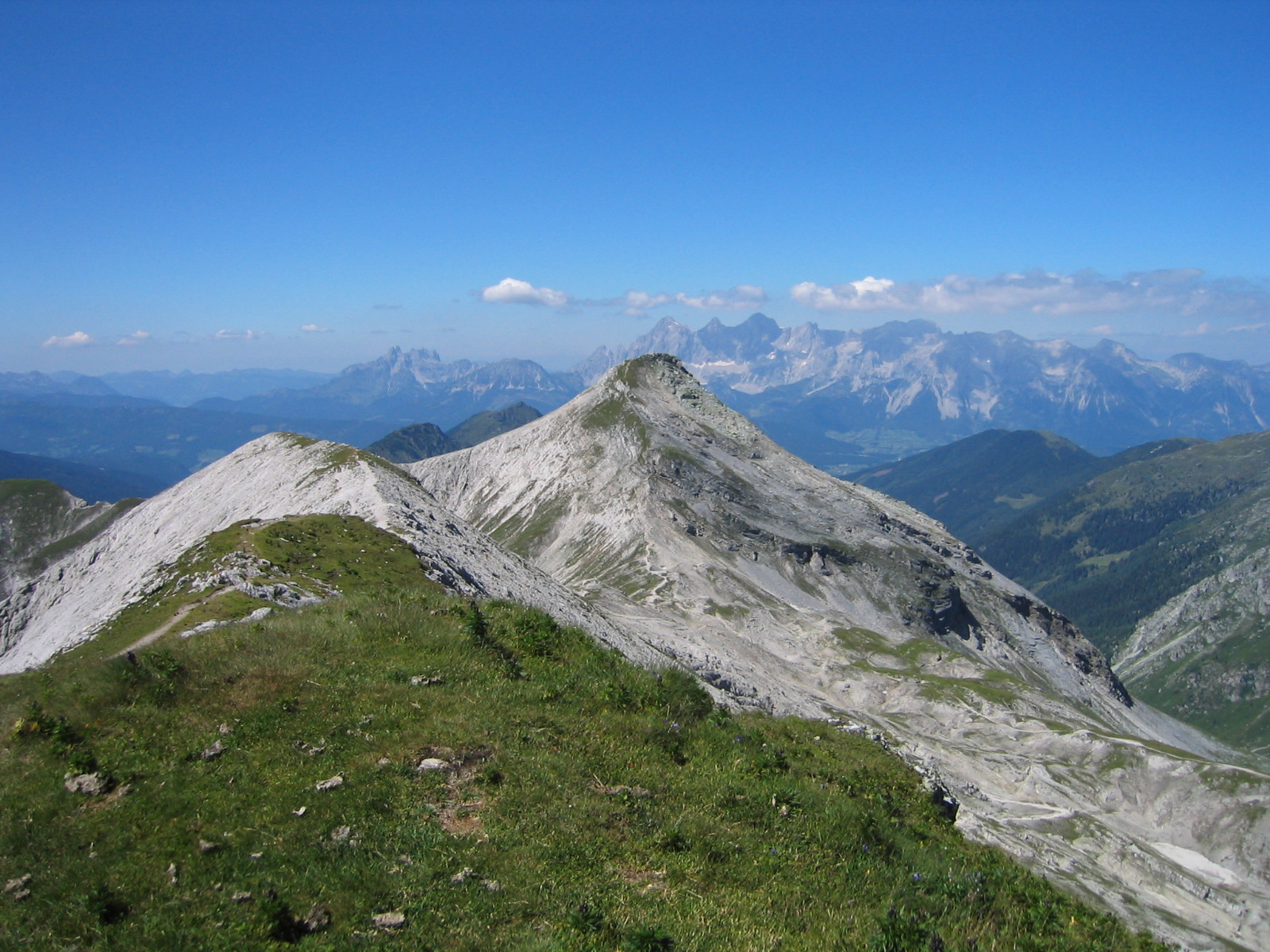

47°16′59″N 13°37′20″E / 47.28306°N 13.62222°E
施泰里施卡爾克峰（德語：Steirische Kalkspitze），是奧地利的山峰，位於該國南部，處於施泰爾馬克州和薩爾茨堡州接壤的邊界，距離倫高爾卡克峰1.2公里，海拔高度2,459米，每年平均降雨量2,029毫米。